# Торозавр
Торозавр (лат. Torosaurus, от др.-греч. τορός — прокалывающий и σαῦρος — ящерица) — род динозавров из подсемейства хазмозаврин семейства цератопсид, живших в конце мелового периода (маастрихтский век). Окаменелости динозавра были найдены в Канаде и США. Впервые описан Отниелом Чарлзом Маршем в 1891 году.

## Описание
Превышая в размерах своего родственника трицератопса, торозавр является одним из крупнейших представителей семейства цератопсид. Над глазами у него были два огромных рога, напоминающих рога коровы. Общая длина данного животного достигала 8 метров, а масса составляла от 3,5 до 4,5 тонн. Череп торозавра, включающий и воротник на шее, составлял в длину около 3 метров — это один из самых крупных размеров черепа у сухопутных животных, когда-либо живших на Земле.

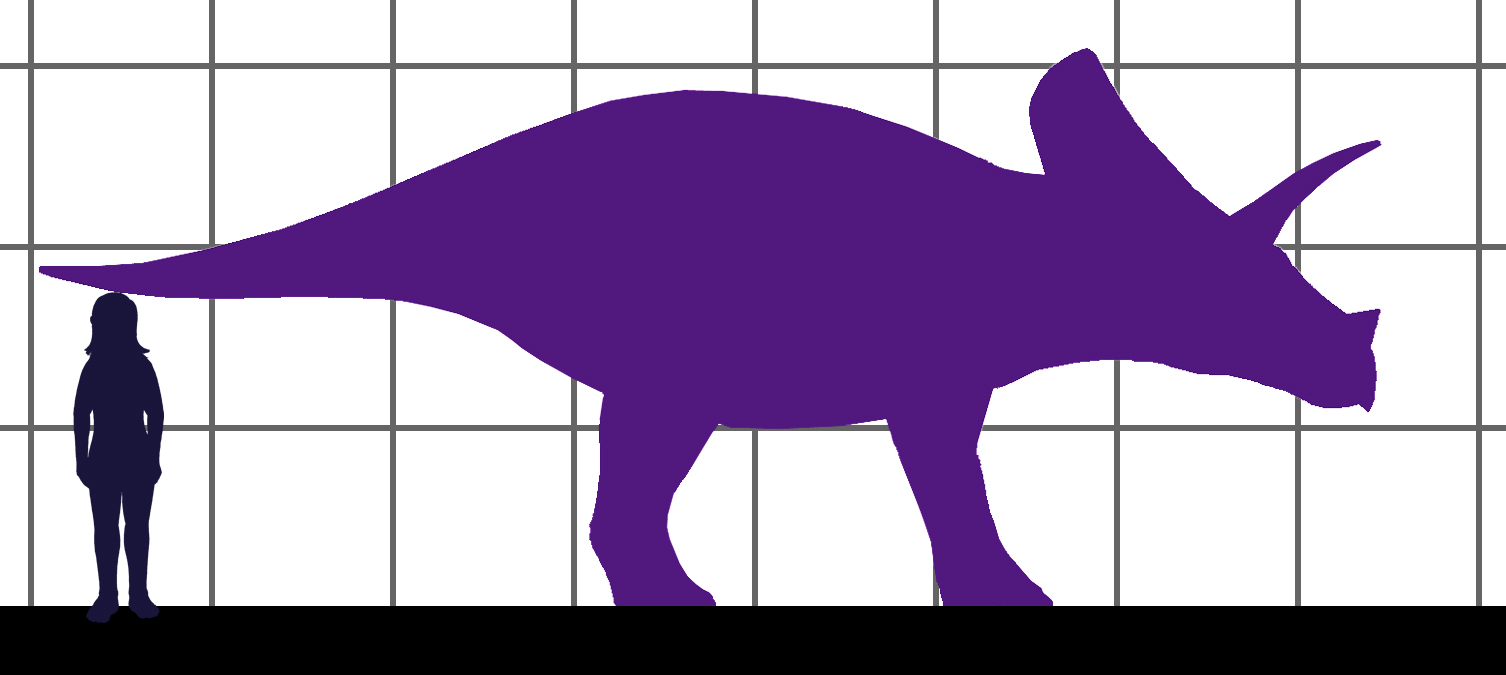
Торозавр по сравнению с человеком
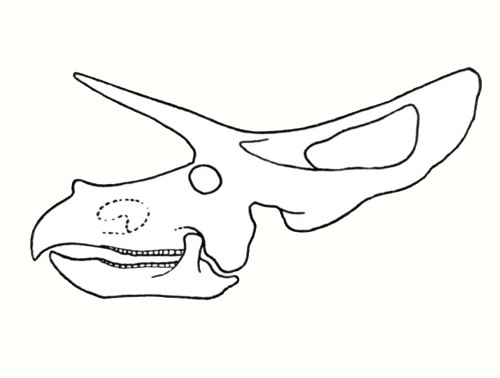
Череп торозавра

Торозавр, как и все представители цератопсид, являлся травоядным животным, в рацион которого входили хвойные, папоротники и цикадовые (саговники).

## История изучения

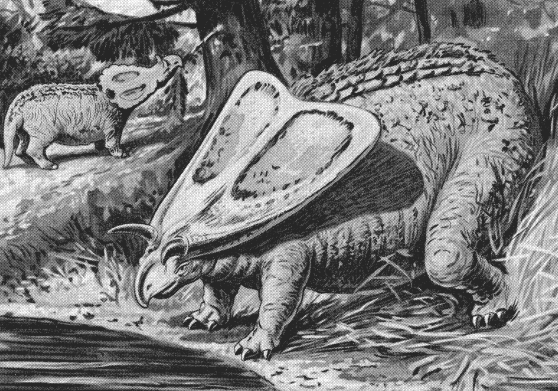
Устаревший рисунок торозавра

В 1891 году Джон Белл Хетчер, палеонтолог и известный охотник за ископаемыми, обнаружил два черепа торозавра на юго-востоке штата Вайоминг. В этом же году палеонтолог Отниел Чарлз Марш присвоил имя данному виду — Torosaurus.
Также остатки торозавра были обнаружены в штатах Южная Дакота, Северная Дакота, Монтана, Юта и на реке Саскачеван, в Канаде.
Название Torosaurus можно трактовать с латинского как «ящеробык» (от исп. toro — бык), а также с греческого как «продырявленный ящер» или «прокалывающий ящер» (др.-греч. τορέω, «пробивать, вырезать»). Замешательство, связанное с этимологией названия рода, происходит от самого́ Марша, который присвоил данное название и при этом никогда не давал к нему пояснения в своих записях.
Палеонтологи из университета штата Монтана опубликовали в 2010 году статью, в которой утверждают, что торозавры — поздний этап развития трицератопсов. В 2009 году Джон Скэннелла добавил торозавра, который долго рассматривался как отдельный род цератопсид, к роду трицератопсов. Он предположил, что торозавр является старой особью трицератопса. Отличия, позволяющие отделить торозавра от трицератопса, возможно, были приобретены с возрастом животного. Более поздние исследования доказали, что торозавры являются самостоятельным родом.

## Классификация
Описано как минимум 3 вида торозавров, но два из них синонимизированы, а вид Torosaurus utahensis в 2014 году перенесён в род Triceratops. По данным сайта Fossilworks, на сентябрь 2017 года в род включают всего 1 вымерший вид:
- Torosaurus latus Marsh, 1891 [syn.  Torosaurus gladius Marsh, 1891]

## В культуре
- В фильме «Парк юрского периода 3», когда герои пролетают над землёй, рядом с другими динозаврами можно чётко увидеть торозавров.
- Торозавр появляется в документальном фильме «Прогулки с динозаврами».
- В игре «Jurassic Park: Operation Genesis» присутствует торозавр.
- В фильме «Speckles: The Tarbosaurus» присутствуют торозавры.